# Cristian Aravena
Cristian Alejandro Aravena Viveros (Santiago, Chile, 7 de marzo de 1998) es un futbolista chileno que juega de delantero y su actual club es San Luis de la Primera B de Chile.

## Trayectoria
Tras un paso por las divisiones inferiores de Unión Española a los 11 años, luego fue a las divisiones inferiores de Santiago Morning, donde debutó profesionalmente el 9 de septiembre de 2017, en un partido válido por el Torneo Transición de la Primera B chilena, donde el Chaguito cayó derrotado 0:1 como visita ante Deportes Copiapó.
Para la temporada 2022 fue traspasado a Coquimbo Unido de la Primera División. En su primer partido como titular, el Clásico de la Región de Coquimbo ante Deportes La Serena el 23 de julio, marcó también su primer gol en la victoria por 2:0. Ya avanzado el torneo, en un partido válido por la 29ª fecha ante Unión Española, marcó el parcial 1:2 de su equipo, que mantiene al conjunto filibustero con vida en su pelea por no descender.

## Estadísticas

### Clubes
| Club                     | Div.       | Temporada  | Liga  | Liga  | Copas nacionales | Copas nacionales | Torneos internacionales | Torneos internacionales | Total | Total |
| Club                     | Div.       | Temporada  | Part. | Goles | Part.            | Goles            | Part.                   | Goles                   | Part. | Goles |
| ------------------------ | ---------- | ---------- | ----- | ----- | ---------------- | ---------------- | ----------------------- | ----------------------- | ----- | ----- |
| Santiago Morning · Chile | 2.ª        | 2017       | 3     | 0     | —                | —                | —                       | —                       | 3     | 0     |
| Santiago Morning · Chile | 2.ª        | 2018       | 21    | 1     | 1                | 0                | —                       | —                       | 22    | 1     |
| Santiago Morning · Chile | 2.ª        | 2019       | 5     | 0     | 2                | 0                | —                       | —                       | 7     | 0     |
| Santiago Morning · Chile | 2.ª        | 2020       | 21    | 5     | —                | —                | —                       | —                       | 21    | 5     |
| Santiago Morning · Chile | 2.ª        | 2021       | 21    | 1     | 1                | 0                | —                       | —                       | 22    | 1     |
| Santiago Morning · Chile | Total club | Total club | 71    | 7     | 4                | 0                | 0                       | 0                       | 75    | 7     |
| Coquimbo Unido · Chile   | 1.ª        | 2022       | 12    | 2     | 2                | 0                | —                       | —                       | 14    | 2     |
| Coquimbo Unido · Chile   | 1.ª        | 2023       | 0     | 0     | 0                | 0                | —                       | —                       | 0     | 0     |
| Coquimbo Unido · Chile   | Total club | Total club | 12    | 2     | 2                | 0                | 0                       | 0                       | 14    | 2     |
| Total club               | Total club | Total club | 83    | 9     | 6                | 0                | 0                       | 0                       | 89    | 9     |
| 1. 2.                    |            |            |       |       |                  |                  |                         |                         |       |       |